# Chrysodeixis binotula
Chrysodeixis binotula är en fjärilsart som beskrevs av Herrich-Schäffer 1868. Chrysodeixis binotula ingår i släktet Chrysodeixis och familjen nattflyn. Inga underarter finns listade i Catalogue of Life.